# Ingerophrynus philippinicus
Ingerophrynus philippinicus es una especie de anfibios de la familia Bufonidae.
Es endémica de Filipinas.
Su hábitat natural incluye bosques secos y húmedos tropicales o subtropicales, pantanos, montanos secos, zonas de arbustos, ríos intermitentes, pantanos, lagos de agua dulce, marismas de agua dulce, tierra arable, plantaciones, jardines rurales, áreas urbanas, áreas de almacenamiento de agua y estanques.